# Vetenskapsåret 1850

## Händelser

### Fysik
- Okänt datum - Rufolf Clausius publicerar en artikel kring en mekanisk teori om värme, som första gången innehåller principerna bakom termodynamikens andra lag
- Okänt datum - Hippolyte Fizeau och E. Gounelle mäter elektriska hastigheter
- Okänt datum - Léon Foucault visar att ljushastigheten i luft är större än i vatten och att brytningsindexet står i omvänd proportion till hastigheten

## Pristagare
- Copleymedaljen: Peter Andreas Hansen, dansk astronom.
- Rumfordmedaljen: François Arago, fransk matematiker, fysiker och astronom.
- Wollastonmedaljen: William Hopkins, brittisk matematiker och geolog. [1]

## Födda
- 15 januari – Sofia Kovalevskaja, (död 1891), rysk matematiker
- 18 maj – Oliver Heaviside, (död 1925), brittisk matematiker, fysiker
- 6 juni – Karl Ferdinand Braun, (död 1918), tysk fysiker
- 25 augusti – Charles Richet, (död 1935), fransk fysiolog, nobelpristagare i medicin/fysiologi

## Avlidna
- 27 mars - Wilhelm Beer, (född 1797), tysk astronom
- 10 maj - Louis Joseph Gay-Lussac, (född 1778), fransk kemist och fysiker
- 12 december – Germain Henri Hess, (född 1802), schweizisk-rysk kemist

### Fotnoter
1. ↑  ”Geological Society”. Arkiverad från originalet den 5 juni 2011. https://web.archive.org/web/20110605102217/http://www.geolsoc.org.uk/gsl/society/history/page750.html. Läst 13 april 2011.